# Oedibasis platycarpa
Oedibasis platycarpa är en flockblommig växtart som först beskrevs av Vladimir Ippolitovich Lipsky, och fick sitt nu gällande namn av Koso-pol. Oedibasis platycarpa ingår i släktet Oedibasis och familjen flockblommiga växter. Inga underarter finns listade i Catalogue of Life.